# Malagiri
Malagiri (nepalski: मलायागिरी) – gaun wikas samiti w zachodniej części Nepalu w strefie Lumbini w dystrykcie Gulmi. Według nepalskiego spisu powszechnego z 2001 roku liczył on 396 gospodarstw domowych i 2024 mieszkańców (1062 kobiet i 962 mężczyzn).